# Jens Lehmann (wielrenner)
Jens Lehmann (Stolberg, 19 december 1967) is een voormalig Duits wielrenner. Hij is sinds 1980 in de wielersport actief. Hij is olympisch kampioen, zesvoudig Wereldkampioen en meervoudig Duits en DDR-kampioen wielrennen.

## Belangrijkste overwinningen
1991
- Wereldkampioen Achtervolging (baan), Amateurs
- Wereldkampioen Ploegenachtervolging (baan), Amateurs (met Michael Glöckner, Andreas Walzer en Stefan Steinweg)

1992
- Olympisch kampioen Ploegenachtervolging (baan), Elite (met Michael Glöckner, Andreas Walzer en Stefan Steinweg)

1994
- Duits kampioen Individuele tijdrit op de weg, Elite
- Wereldkampioen Ploegenachtervolging (baan), Elite (met Guido Fulst, Andreas Bach en Danilo Hondo)
- Telekom Grand Prix (met Tony Rominger)

1995
- Duits kampioen Achtervolging (baan), Elite

1999
- Duits kampioen Ploegenachtervolging (baan), Elite (met Daniel Becke, Sebastian Siedler en Christian Bach)

2000
- Wereldkampioen Ploegenachtervolging (baan), Elite (met Daniel Becke, Sebastian Siedler en Guido Fulst)

2001
- Duits kampioen Ploegenachtervolging (baan), Elite (met Christian Bach, Sebastian Siedler en Christian Müller)

2002
- Duits kampioen Ploegenachtervolging (baan), Elite (met Thomas Fothen, Sebastian Siedler en Moritz Veit)

2003
- Duits kampioen Ploegenachtervolging (baan), Elite (met Christian Bach, Sebastian Siedler en Daniel Schlegel)

1908: Jones, Kingsbury, Meredith, Payne ·
1920: Magnani, Carli, Ferrario, Giorgetti ·
1924: De Martini, Dinale, Menegazzi, Zucchetti ·
1928: Facciani, Gaioni, Lusiani, Tasselli ·
1932: Pedretti, Borsari, Cimatti, Ghilardi ·
1936: Nizerhy, Charpentier, Goujon, Lapébie ·
1948: Decanali, Adam, Blusson, Coste ·
1952: Morettini, Campana, de Rossi, Messina ·
1956: Gasparella, Domenicali, Faggin, Gandini ·
1960: Vigna, Arienti, Testa, Vallotto ·
1964: Streng, Claesges, Henrichs, Link ·
1968: Lyngemark, Olsen, Asmussen, Jensen ·
1972: Schumacher, Colombo, Haritz, Hempel ·
1976: Vonhof, Braun, Lutz, Schumacher ·
1980: Manakov, Movtsjan, Ossokin, Petrakov ·
1984: Grenda, Turtur, Nichols, Woods ·
1988: Jekimov, Kasputis, Neljoebin, Oemaras ·
1992: Fulst, Glöckner, Lehmann, Steinweg ·
1996: Capelle, Ermenault, Monin, Moreau ·
2000: Fulst, Bartko, Becke, Lehmann ·
2004: Brown, McGee, Lancaster, Roberts ·
2008: Clancy, Manning, Thomas, Wiggins · 
2012: Burke, Clancy, Kennaugh, Thomas · 
2016: Burke, Clancy, Doull, Wiggins · 
2020: Consonni, Ganna, Lamon, Milan · 
2024:  Bleddyn, Welsford, Leahy, O'Brien
Wielerploegen van Jens Lehmann
Aldag ·
Audehm ·
Bölts ·
Dietz ·
Gröne ·
Hanegraaf ·
Henn ·
Heppner ·
Holm ·
Krieger · 
Kummer ·
Ludwig ·
Merckx ·
Raab ·
van Orsouw ·
Werner ·
Wesemann ·
Zabel ·
Lehmann (stagiair) ·
Rich (stagiair) ·
Ullrich (stagiair)
- Gemeinsame Normdatei: 1199569615
- Virtual International Authority File: 7898157416866616710005